# Mormonia angusi
Mormonia angusi är en fjärilsart som beskrevs av Augustus Radcliffe Grote 1876. Mormonia angusi ingår i släktet Mormonia och familjen nattflyn. Inga underarter finns listade i Catalogue of Life.